# Stephan Kruip

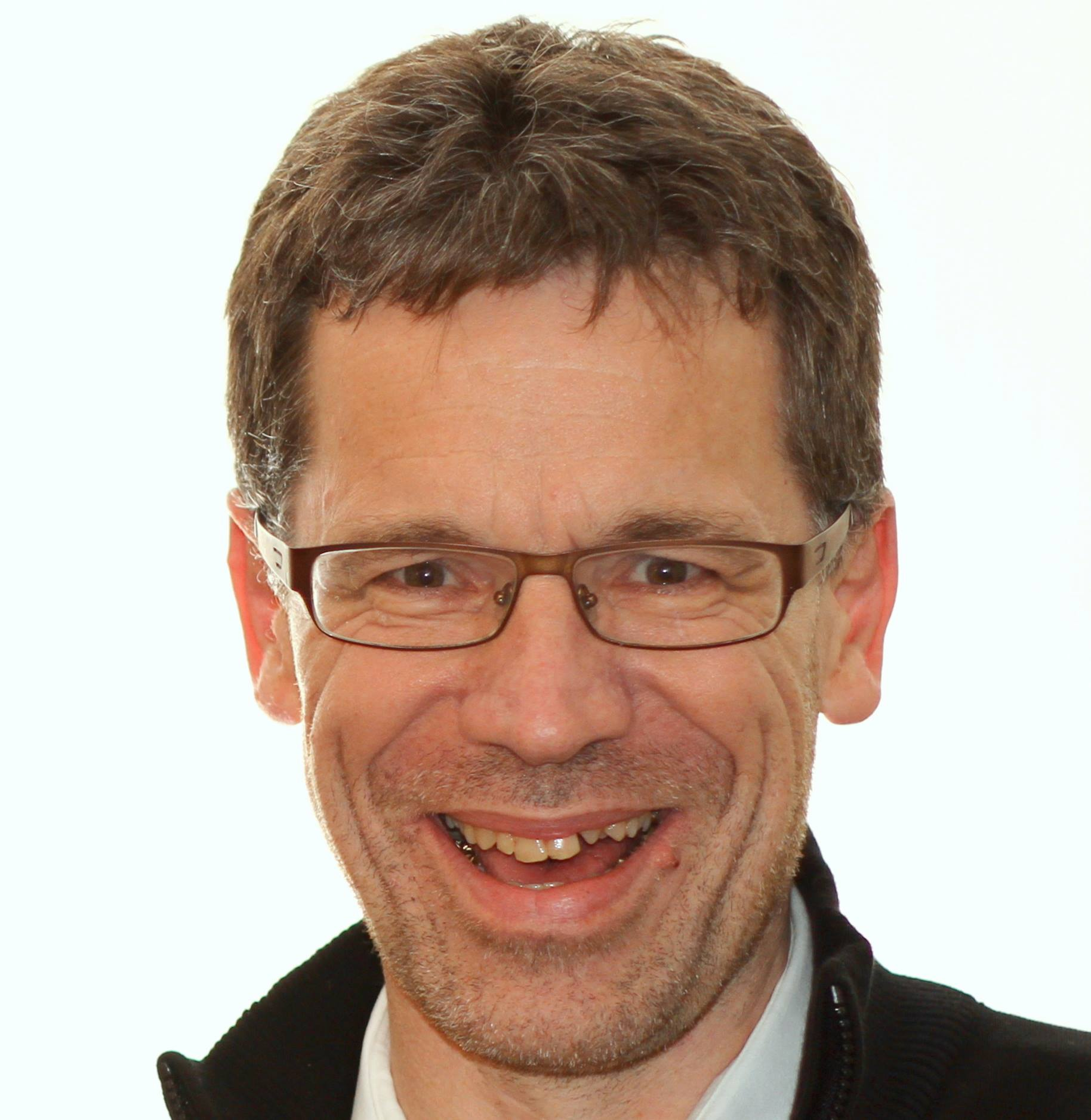
Stephan Kruip, 2014

Stephan Johannes Kruip (* 14. März 1965 in Passau) ist ein deutscher Physiker, Mukoviszidose-Patient, Bundesvorsitzender des gemeinnützigen Vereins Mukoviszidose e. V., ehemaliges Mitglied des Deutschen Ethikrats und dreifacher Marathonläufer.

## Leben
Kruip studierte nach dem Abitur von 1984 bis 1991 Physik an der Julius-Maximilians-Universität Würzburg und arbeitet als Patentprüfer beim Europäischen Patentamt in München.

### Ehrenamt
Seit 1988 engagiert sich Kruip ehrenamtlich im Mukoviszidose e. V. als Interessenvertreter der erwachsenen Patienten mit Mukoviszidose, seit 1991 als Vorstandsmitglied des Vereins, und seit Mai 2014 als Bundesvorsitzender. Besonderes Anliegen ist ihm die Nutzung komplementärmedizinischer Ansätze bei Mukoviszidose bei gleichzeitiger scharfer Kritik an Esoterik und Personen, denen es „nur ums Geld geht“. Weiterer Schwerpunkt ist die Bioethikdebatte, weil Mukoviszidose oft als Paradebeispiel für Pränataldiagnostik, Präimplantationsdiagnostik, Gentherapie und Lungentransplantation genannt wird. Kruip war 2002 Sachverständiger in einer Anhörung des Nationalen Ethikrates zum Thema Genetische Diagnostik. Um den Bekanntheitsgrad der Mukoviszidose zu verbessern, wirkte Stephan Kruip an diversen TV-Produktionen und Zeitschriftenartikeln mit.
Zum 11. April 2016 wurde Kruip von Bundestagspräsident Norbert Lammert in den Deutschen Ethikrat berufen, dem er bis 2024 angehörte.

### Erfindungen
Kruip ist Erfinder der Motivklingel für Fotoapparate, die am 10. April 2008 als Patent Nr. DE102006046963B4 vom Deutschen Patent- und Markenamt in München veröffentlicht wurde: Eine Einrichtung, die klingelt, sobald ein Motiv in der Nähe ist, das aus Sicht des Fotografen lohnend erscheint, von ihm fotografiert zu werden.

### Sport
Die Wirkung von Ausdauersport auf den Verlauf der Mukoviszidoseerkrankung wird intensiv erforscht. Kruip begann 2007 mit Lauftraining und lief trotz seiner schweren Lungenerkrankung beim 10. Mukolauf 2013 auf der Insel Amrum seinen ersten Halbmarathon (26,4 km) in 2:52 h. Er intensivierte daraufhin noch einmal das Lauftraining und lief dreimal Marathon: 2015 in München in 04h:26m:49s (Laufnummer 5578), 2017 in München in 04h:14m:07s (Laufnummer 2649) sowie 2018 in Köln in 04h:02m:22s (Laufnummer 5486, Rang 287 in der Altersklasse M50). Am 28./29.09.2021 lief er beim 24-Stunden-Spendenlauf des Vereins Magdeburger Laufkultur insgesamt 70,5 km (Startnummer 2).

## Ehrungen
- 1998: Verdienstmedaille des Verdienstordens der Bundesrepublik Deutschland
- 2019: Verdienstkreuz am Bande des Verdienstordens der Bundesrepublik Deutschland

## Schriften und Artikel
- Stephan Kruip, Gerhard Schaack, Martin Schmitt-Lewen: Accumulation of structural branching processes in BCCD. In: Ferroelectrics. 125, 1992, S. 69–74, doi:10.1080/00150199208017046.
- Stephan Kruip: Prädiktive genetische Tests. Eine Stellungnahme aus der Patientenperspektive. In: Ludger Honnefelder, Dirk Lanzerath (Hrsg.): Das genetische Wissen und die Zukunft des Menschen. Walter de Gruyter, 2003, ISBN 3-11-017642-4, S. 229–236 (412 S., eingeschränkte Vorschau in der Google-Buchsuche).
- S. Kruip: Einschlaf-Alarm im Kraftfahrzeug. In: DPMA (Hrsg.): Erfinderaktivitäten 2004/2005, S. 83–87. 2005